# Балкан (авіакомпанія)
Авіалінії «Балкан» (болг. Балкан) — колишня авіакомпанія, була державним перевізником Болгарії між 1947 і 2002 роками. У 1970-х роках авіакомпанія стала значним європейським перевізником. Компанія зіткнулася з фінансовою нестабільністю після падіння комунізму в Центральній та Східній Європі. Незважаючи на те, що вдалося продовжити діяльність, після початку 21 століття та суперечливої приватизації компанія оголосила про банкрутство в 2002 році. Balkan була ліквідована наприкінці жовтня 2002 року. Bulgaria Air була призначена правонаступником Балкан в грудні 2002 року.